# VMFAT-501
501ème Escadron d'entraînement de chasseurs d'attaque (USMC)
Le Marine Fighter Attack Training Squadron 501 ou VMFAT-501 était un escadron d'entraînement composé de 38 F-35 Lightning[Quand ?] du Corps des Marines des États-Unis et servant d'escadron de remplacement de la flotte. Connu sous le nom de "Warlords", il est basé au  Marine Corps Air Station Beaufort en Caroline du Sud et relève administrativement  du commandement de Marine Aircraft Group 31 (MAG-31) et la 2nd Marine Aircraft Wing (2nd MAW).
L'escadron a assumé la lignée du VMFA-451 qui était à l'origine connu sous le nom de "Blue Devils" et a participé à la Seconde Guerre mondiale  et à l'opération tempête du désert.

## Historique

### Seconde Guerre mondiale
Le Marine Fighting Squadron 451 (VMF-451) a été activé le 15 février 1944 au Marine Corps Air Station Mojave, en Californie. Les "Blue Devils" étaient l'un des 32 escadrons qui s'y entraînaient, collectivement connus sous le nom de "Mojave Marines", équipés du Chance-Vought F4U-1D Corsair.
L'escadron s'est déplacé à bord de l'USS Bunker Hill (CV-17) le 24 janvier 1945, avec le VF-84 (en) et le VMF-221 (en), premier déploiement de porte-avions rapides avec trois escadrons de corsaires vers le Japon. De retour, le 3 juin 1945, le VMF-451 a rejoint le Marine Corps Air Station El Toro en y restant jusqu'à la fin de la guerre. Il a été désactivé le 10 septembre 1945.

### 1946 à 1997

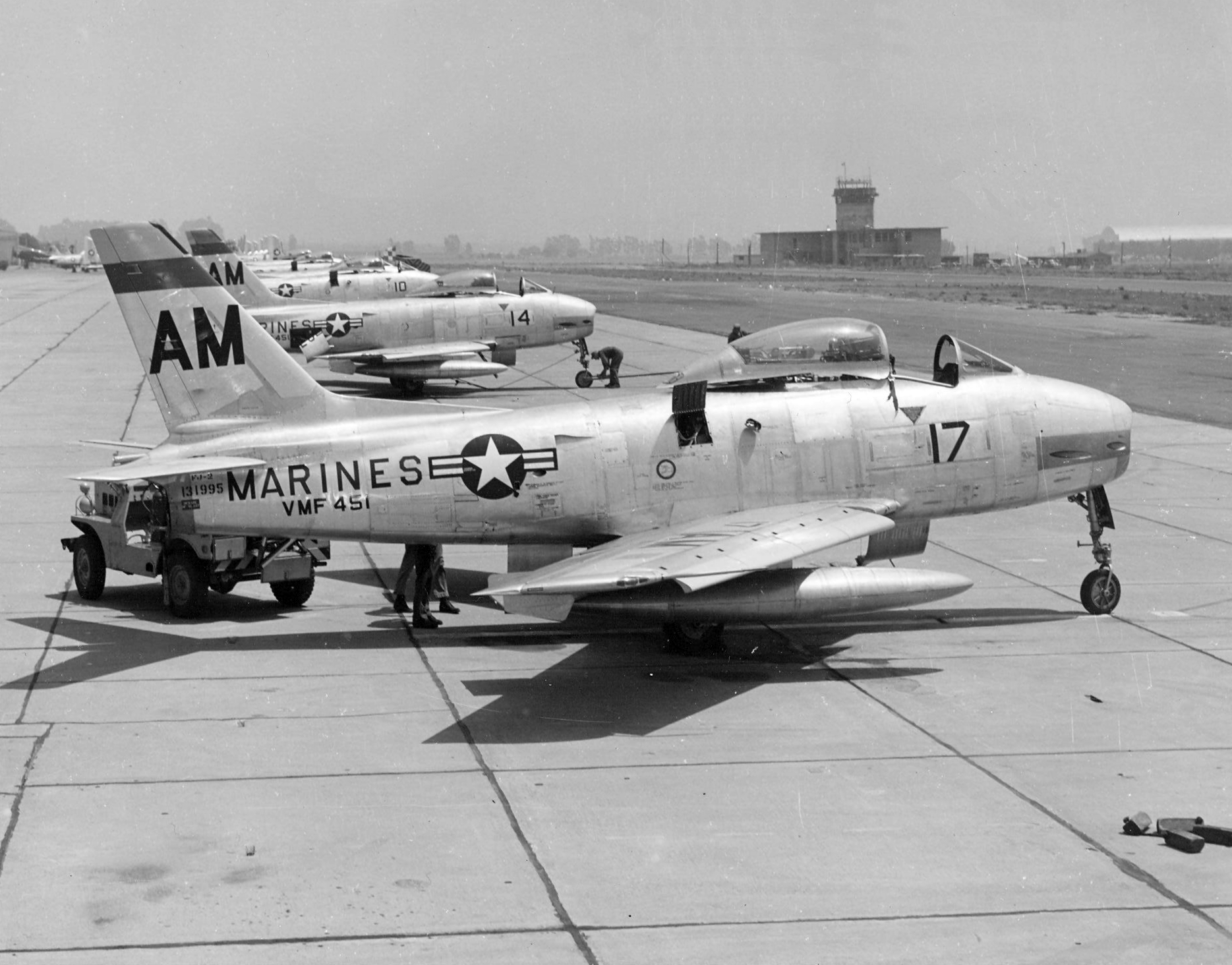
JJ-2 Fury du VMF-451, en 1954

Le 1er juillet 1946, les "Fightin' Phillies" sont réactivés en tant qu'unité de réserve à la Naval Air Station Willow Grove, en Pennsylvanie, équipés du F6F-5 Hellcat. Pour la guerre de Corée, l'unité est rappelée au service actif Le 1er mars 1951 . Équipée du  F9F-2 'Panther, le VMF-451 a été transféré au Marine Corps Air Station El Toro et déployé périodiquement à la Marine Corps Air Station Kaneohe Bay, à Hawaï.
En octobre 1954, le VMF-451 est passé au FJ-2 Fury et a adopté le nom de "Warlords" et arborant le motif "Vini, Vici". Le 20 octobre, les "Warlords" embarquent sur l'USS Corregidor (CVE-58), avec les "Death Angels" de VMF-235 (en), pour se déployer au Naval Air Facility Atsugi, au Japon. En juin 1957 l'unité retourne au MCAS El Toro. En 1958, elle se déploie à Ping Tung, au nord de Taiwan, jusqu'à  la fin de la deuxième crise du détroit de Taïwan et revient au MCAS El Toro en novembre 1959.
L'escadron a été redésigné Marine Fighter Squadron (All Weather)451 (VMF(AW)-451). Le 4 janvier 1962, l'escadron s'est déployé à la Naval Air Station Atsugi en utilisant le nouvel avion ravitailleur KC-130 Hercules. Les "Warlords" sont restés en Extrême-Orient jusqu'au 1er février 1963, date à laquelle l'unité revient à la Marine Corps Air Station Beaufort, en Caroline du Sud.
En 1965, le VMF(AW)-451 est déployé en Méditerranée avec l'USS Forrestal (CVA-59). En 1968, les "Warlords " s'équipent du F-4J Phantom II et deviennent Marine Fighter Attack Squadron 451 (VMFA-451).
En 1987, le VMFA-451 est équipé du  F/A-18 Hornet. En mai 1989, l'escadron a navigué avec l'USS Coral Sea (CV-43) pour une croisière méditerranéenne.
Le 23 août 1990, le VMFA-451 s'est déployé à Bahreïn en appui de l'opération Bouclier du désert. Le 17 janvier 1991, les "Warlords" sont devenus la première unité de marine à attaquer les forces irakiennes dans le cadre de l'opération Tempête du désert sous commandement du Marine Aircraft Group 11.
Le VMFA-451 a passé les six années restantes sur la côte est avant d'être désactivé le 31 janvier 1997.

### Réactivation en tant qu'escadron d'entraînement

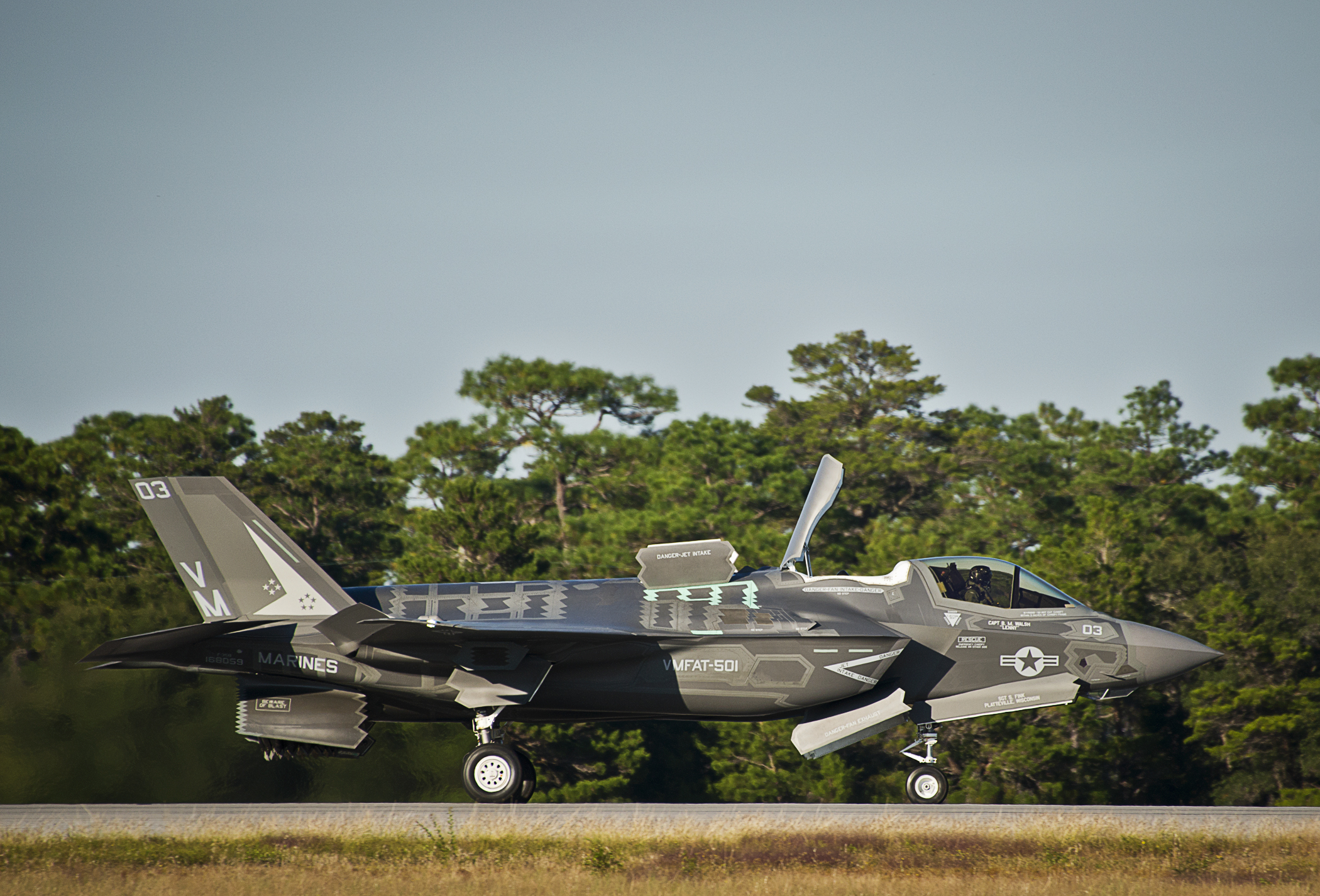
Un F-35B Lightning II du VMFAT-501 en 201

Le 1er avril 2010, l'escadron a été réactivé et renommé VMFAT-501 lors d'une cérémonie au National Museum of Naval Aviation à la base aéronavale de Pensacola, en Floride. L'escadron sert d'escadron de remplacement de la flotte F-35B Lightning II.
Initialement stationné à Eglin Air Force Base en Floride, il relevait auparavant du Marine Aircraft Group 31 (MAG-31), mais du point de vue opérationnel du 33rd Fighter Wing (en) de l'US Air Force, qui contrôle tous les entraînements sur F-35A.
Le VMFAT-501 est retourné à son domicile permanent du MCAS Beaufort en juillet 2014.